# Sabrina Bryan
Sabrina Bryan (nome artístico de Reba Sabrina Hinojos), é uma atriz, cantora, dançarina e escritora estadunidense, mais conhecida por seu desempenho nos filmes The Cheetah Girls, do Disney Channel, e sua participação no grupo Cheetah Girls.

## Biografia
Sabrina é uma ótima dançarina e começou a se dedicar a carreira artística bem nova. Desde os primeiros anos de vida, gravou comerciais e com apenas 12 anos atuou no filme Mrs. Santa Claus, como a órfã Fritzie. Ela passou anos gravando comerciais e pequenas participações em séries, até que em 2002 ganhou o papel de sua vida, a também órfã, Dorinda Thomas, personagem do musical The Cheetah Girls, que foi lançado como um DCOM no segundo semestre de 2003. O telefilme rendeu 6,5 milhões de espectadores só na estreia e sua trilha sonora vendeu mais de 2 milhões de cópias, se tornando a 2ª trilha sonora mais bem-sucedida de 2004. Com o notável sucesso, a Disney investiu nas The Cheetah Girls e resolveu trazer o grupo para a vida real, com Sabrina, Adrienne Bailon e Kiely Williams.

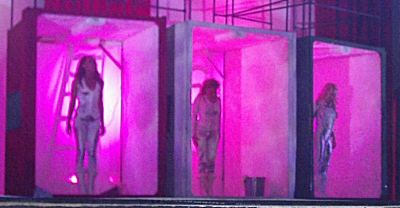
Apresentação da primeira turnê das Cheetah Girls.

O grupo lançou, em 2005, seu primeiro álbum, o Cheetah-licious Christmas. As 13 faixas que o CD trazia seguiam a temática natalina, sendo essas canções clássicas ou inéditas. Foi também em 2005 que Sabrina embarcou em sua primeira turnê de shows com as Cheetah Girls, Cheetah-Licious Christmas Tour.
Em 2006, Sabrina lançou um projeto solo, Byou, um DVD de dança  e condicionamento físico lançado para garotas adolescentes.
Na trilha sonora do DVD Sabrina lançou duas músicas solo, "Byou" e "Just Getting Started".
No mesmo ano, junto com as The Cheetah Girls, gravou e lançou o filme The Cheetah Girls 2, na Espanha Além de uma trilha sonora muito bem sucedida e 8,1 milhões de espectadores só na estreia (se tornando o filme de maior audiência do canal, até então), o segundo filme da franquia gerou a turnê "The Party's Just Begun Tour", que arrecadou cerca de 36 milhões de dólares, e gerou o álbum ao vivo In Concert: The Party's Just Begun Tour. 

O álbum TCG foi o primeiro álbum oficial do grupo Cheetah Girls, já que anteriormente elas só haviam gravado trilhas sonoras e um álbum natalino. O disco, lançado em 2007 pela Hollywood Records trazia canções mais maduras e composições das próprias meninas. Também em 2007, foi o ano em que Sabrina participou, ao lado de Mark Ballas (com quem namorou durante meses após o programa), da quinta temporada do Dancing with the Stars. Sabrina conquistou os jurados e o público, mas foi eliminada na sexta semana (a eliminação de Sabrina foi considerada a mais chocante do ano por uma votação do site AOL).

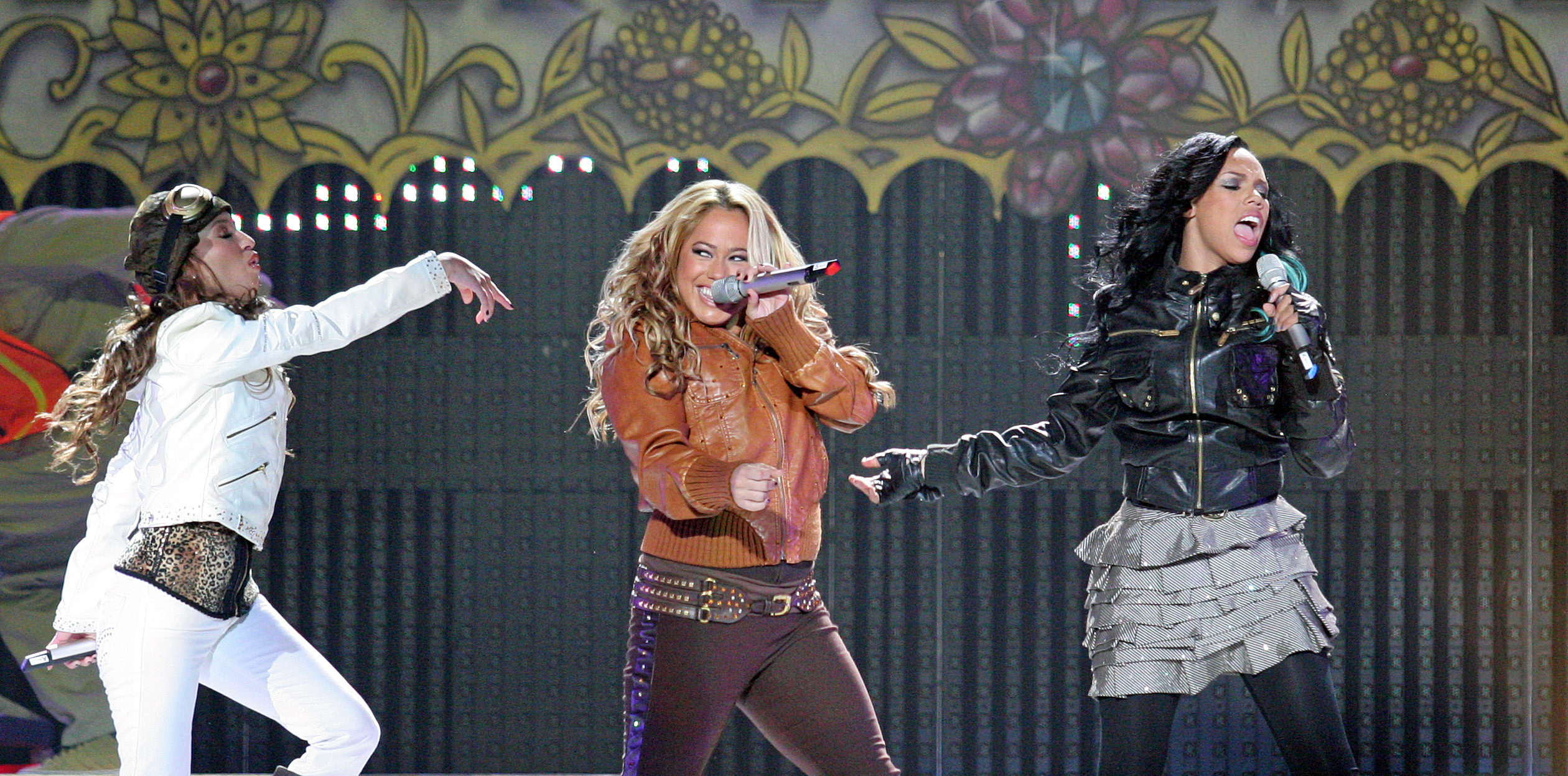
Sabrina (no centro) acompanhada por Adrienne e Kiely em uma das últimas apresentações das Cheetah Girls como grupo.

Depois da eliminação, Sabrina foi convidada para a turnê de dança do programa, a qual participou até o início de 2008, e depois foi direto para a Índia, onde gravou o filme The Cheetah Girls: One World, o terceiro das Cheetah Girls. Depois de mais um filme, trilha sonora e turnê, as Cheetah Girls se separaram. No mesmo ano, em 8 de outubro, publicou seu primeiro livro Princess of Gossip.
Com o fim do grupo, no início de 2009, Sabrina começou a trabalhar no Dancing With The Stars, agora como repórter dos bastidores. Sabrina também dublou a série animada da Disney Fish Hooks, aparecendo em dois episódios. Sabrina e Kiely Williams, co-estrelaram as webséries "Dinner With Friends", "March Moms" e "Bad Sex With Good People".
Em 2012, Bryan foi escolhida pelo público para disputar a 15ª temporada do programa como um dos competidores do All-Stars. Ela fez parceria com Louis Van Amstel, e ficou em sexto lugar.

## Vida pessoal
Em abril de 2017, Bryan ficou noivo do gerente de contas estratégicas Jordan Lundberg, após seis anos de namoro. Eles se casaram em 6 de outubro de 2018.  Em 31 de agosto de 2020, ela deu à luz uma menina. E em 2 de maio de 2023, ela deu à luz um menino.

## Filmografia

### Filmes
- Mr. Santa Claus (1996) - Fritzie
- The Cheetah Girls (2003) - Dorinda "Do" Thomas
- The Cheetah Girls 2 (2006) - Dorinda "Do" Thomas
- The Cheetah Girls: Um Mundo (2008) - Dorinda "Do" Thomas
- Mostly Ghostly (2008) - Mrs. Murray
- If It Ain't Broke, Break It (2009) - Sandy[9]
- The Next Dance (2014) - Ivy[10]
- I Think My Babysitter's an Alien (2015) - Senadora Grant[11]
- Dance Night Obsession (2016) - Kate[12]

### Trabalhos na TV
- King's Pawn (1999) - Kelly (Piloto Não Exibido)
- Driving Me Crazy (2000) - Terry (Piloto Não Exibido)
- The Jersey (2001) - Angelina Renard
- Grounded for Life (2001) - Suzy (pequena aparição)
- The Geena Davis Show (2001) - Tina (pequena aparição)
- The Bold and the Beaultiful (2002) - Alisa Cordova (pequena aparição)
- Studio DC: Almost Live (2008) - Ela mesma (1 episódio, com as Cheetah Girls)
- The Suite Life of Zack & Cody (2008) - Ela mesma (1 episódio, com as Cheetah Girls e Chris Brown)
- Fish Hooks (2010-2012) - Pamela Hamster (Voz) (3 episódios)
- Supah Ninjas (2013) - Andrea (episódio 14, temporada 2)

### Reality shows e afins
- Disney Channel Games (2007) - Competidora - Time Amarelo
- Dancing With the Stars (2007) - Competidora - Dançou com Mark Ballas
- Road to The Cheetah Girls: One World (2008) - Bastidores do terceiro filme
- Disney Channel Games (2008) - Competidora - Time Amarelo
- Dancing With the Stars (2009-2011) - Repórter, Correspondente do E! News
- Dancing With the Stars (2012) - Competidora - Temporada All Stars
- Celebrity Family Feud (2017) - Competidora

## Discografia

### Álbuns de The Cheetah Girls
- 2003 - The Cheetah Girls
- 2005 - Cheetah-Licious Christmas
- 2006 - The Cheetah Girls 2
- 2007 - In Concert: The Party's Just Begun
- 2007 - TCG
- 2008 - The Cheetah Girls: One World

### Solos
- 2006 - "Byou" - Byou
- 2006 - "Just Get Started" - Byou
- 2007 - "Just Watch Me" - (Exclusiva de seu Site Oficial)
- 2007 - "C'mon" - (Exclusiva de seu MySpace Oficial)

## Turnês
- Cheetah-Licious Christmas Tour (2005)
- The Party's Just Begun Tour (2006-2007)
- Dancing With The Stars Tour (2007-2008)
- One World Tour (2008)